# Magnesia Litera

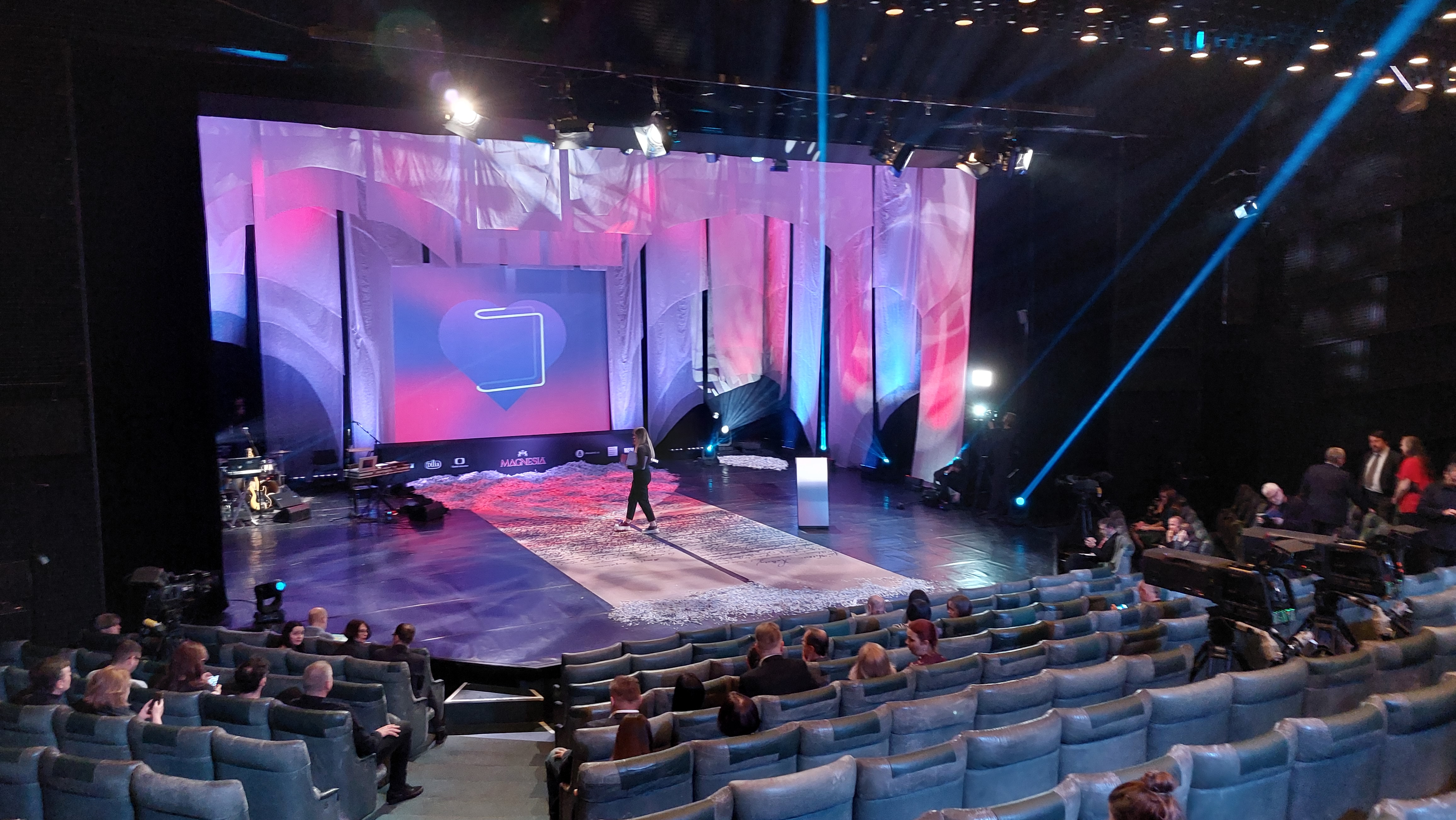
Magnesia Litera 2023

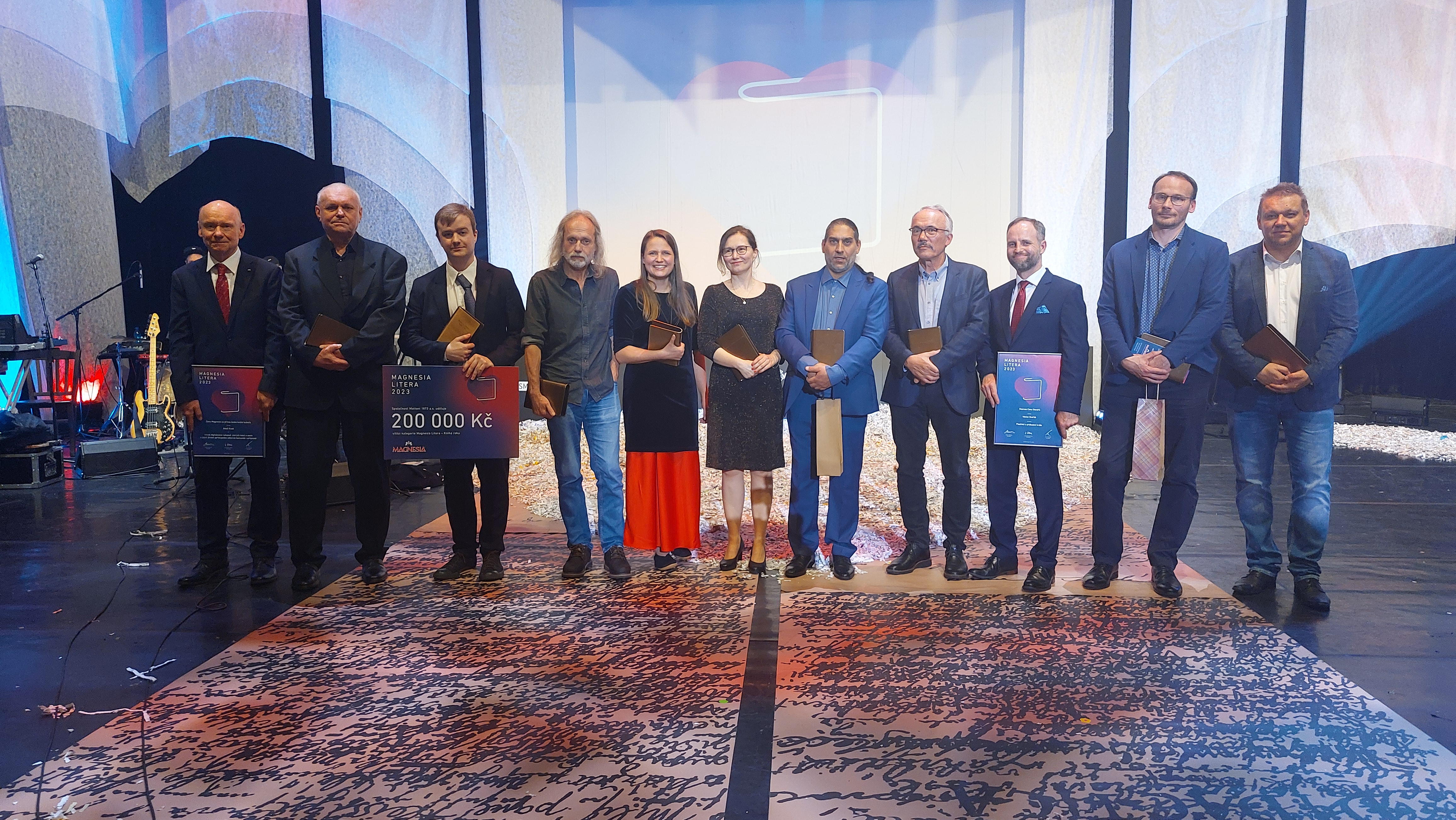
Laureáti knižní ceny Magnesia Litera za rok 2023

Magnesia Litera je české literární ocenění, které od roku 2002 každoročně uděluje Sdružení Litera. Posláním této ceny je podpora a popularizace kvalitních knih, původních českých i překladových, bez omezení na žánry. Od roku 2002 do roku 2023 bylo oceněno celkem 200 knih v několika kategoriích. Od roku 2016 je cena symbolizována kovovou soškou knihy od výtvarníka Jakuba Berdycha Karpelise. 

## Ceny
Ceny jsou udělovány v několika kategoriích. Cena čtenářů nesla od roku 2006 název sponzora, kterým byl do roku 2009 Kanzelsberger, v roce 2010 jím je Knižní klub. Hlavní cena Kniha roku – Magnesia Litera je spojena s finanční prémií nejméně 100 000 korun a nese název sponzora a slovo Litera.
Nejlepší knihou za rok 2007 se stal román rumunského spisovatele Petru Cimpoeşa Simion Výtažník, který do češtiny přeložil Jiří Našinec. Editor nakladatelství Dybbuk Jan Šavrda, který dílo vydal, se vyslovil pro rozdělení prémie 200 tisíc korun na dvě poloviny. Stanovy ceny s touto situací nepočítaly, ovšem výbor sdružení vydal prohlášení, že v případě překladové literatury je „překladatel vnímán jako autor“.
Klíč, podle kterého jednotlivé odborné poroty vybírají nominované tituly, je každoročně předmětem živých diskuzí i polemik. Probírá se při nich například to, nakolik má cena za prózu oceňovat mainstreamovou produkci, nebo jestli má naopak upozorňovat na náročnější knihy. Ale diskutovány jsou i jiné kategorie. Eva Klíčová zpochybnila v roce 2019 výběr titulů z oblasti non fiction: podle ní v ní chyběly ty, které projevovaly skutečný zájem o okraje společnosti, alternativy vůči dominantnímu konzumu, případně by přinášely „jiný pohled na hodnoty současné společnosti“. S čímž polemizoval tehdejší předseda komise pro naučnou literaturu Jan Lukavec a tvrdil, že i ve vybraných knihách byly zmíněné aspekty přítomné.

## Laureáti

### 2002
- Kniha roku: Jürgen Serke, Böhmische Dörfer – Putování opuštěnou literární krajinou, ISBN 80-86138-28-3
- Litera za prózu: Miloš Urban, Hastrman, ISBN 80-7203-347-6
- Litera za poezii: Jiří Gruša, Grušas Wacht am Rhein aneb Putovní ghetto, ISBN 80-7185-347-X
- Litera za populárně naučnou literaturu: Vít Vlnas, Princ Evžen Savojský, ISBN 80-7185-380-1
- Litera za překladovou knihu: Básníci soumraku (přeložil Jiří Pelán)
- Litera za nakladatelský počin: Jürgen Serke, Böhmische Dörfer – Putování opuštěnou literární krajinou, ISBN 80-86138-28-3
- Litera za objev roku: Hana Andronikova, Zvuk slunečních hodin, ISBN 80-242-0689-7
- Litera za přínos české literatuře: Jiří Gruntorád, knihovna Libri prohibiti

### 2003
- Kniha roku: Pavel Zatloukal, Příběhy z dlouhého století – Architektura let 1750–1918 na Moravě a ve Slezsku, ISBN 80-85227-49-5
- Litera za prózu: Emil Hakl, O rodičích a dětech, ISBN 80-7203-550-9
- Litera za poezii: Vít Slíva, Bubnování na sudy, ISBN 80-238-9126-X
- Litera za populárně naučnou literaturu: Pavel Zatloukal, Příběhy z dlouhého století – Architektura let 1750–1918 na Moravě a ve Slezsku, ISBN 80-85227-49-5
- Litera za překladovou knihu: Louis-Ferdinand Céline, Klaun's Band (přeložila Anna Kareninová), ISBN 80-7108-220-1
- Litera za nakladatelský počin: nakladatelství Argo, edice Historické myšlení a Každodenní život
- Litera za dětskou knihu: Martina Skala, Strado a Varius, ISBN 80-86113-46-9
- Litera za objev roku: Petra Hůlová, Paměť mojí babičce, ISBN 80-7215-174-6
- Litera za přínos české literatuře: Václav Kadlec, za přípravu kompletních Spisů Bohumila Hrabala

### 2004
- Kniha roku: Jiří Suk, Labyrintem revoluce, ISBN 80-7260-099-0
- Litera za prózu: Antonín Bajaja, Zvlčení, ISBN 80-7227-156-3
- Litera za poezii: Karel Šiktanc, Zimoviště, ISBN 80-246-0581-3
- Litera za naučnou literaturu: Jiří Suk, Labyrintem revoluce, ISBN 80-7260-099-0
- Litera za překladovou knihu: Mario Vargas Llosa, Vypravěč (přeložila Anežka Charvátová), ISBN 80-204-1050-3
- Litera za nakladatelský počin: Pavel Juráček, Deník (nakladatelství NFA), ISBN 80-7004-110-2
- Litera za knihu pro děti a mládež: Lucie Seifertová, Dějiny udatného českého národa a pár bezvýznamných světových událostí, ISBN 80-239-0886-3
- Litera za objev roku: Jonáš Tokarský, Alchymické dítě a jiné povídky, ISBN 80-7185-614-2
- Litera za přínos české literatuře: Jan Halas a stanice ČRo3 Vltava, za soustavné podporování literatury
- Cena čtenářů: Zdeněk Svěrák, Jaké je to asi v čudu, ISBN 80-7200-776-9

### 2005
- Kniha roku: Jan Novák, Zatím dobrý, ISBN 80-7227-194-6
- Litera za prózu: Jan Balabán, Možná že odcházíme, ISBN 80-7294-118-6
- Litera za poezii: Bogdan Trojak, Strýc Kaich se žení, ISBN 80-7227-212-8
- Litera za naučnou literaturu: Petr Maťa, Svět české aristokracie 1500–1700, ISBN 80-7106-312-6
- Litera za překladovou knihu: Zpěvy a verše staré Číny (přeložil Ferdinand Stočes)
- Litera za nakladatelský počin: Otokar Březina, Korespondence (nakladatelství Host), ISBN 80-7294-105-4
- Litera za knihu pro děti a mládež: Arnošt Goldflam, Tatínek není k zahození, ISBN 80-86739-15-5
- Litera za objev roku: Barbora Šlapetová, Lukáš Rittstein, Proč je noc černá, ISBN 80-86217-79-5
- Litera za přínos české literatuře: Jan Řezáč, za založení a vedení nakladatelství Odeon a revue Světová literatura
- Cena čtenářů: Michal Viewegh, Vybíjená, ISBN 80-7227-191-1

### 2006
- Kniha roku: Jan Reich, Bohemia, ISBN 80-903611-0-2
- Litera za prózu: Jiří Hájíček, Selský baroko, ISBN 80-7294-164-X
- Litera za poezii: Radek Malý, Větrní, ISBN 80-7227-227-6
- Litera za naučnou literaturu: Jan Křen, Dvě století střední Evropy, ISBN 80-7203-612-2
- Litera za překladovou knihu: Hugo Claus, Fámy (přeložila Olga Krijtová), ISBN 80-7185-712-2
- Litera za nakladatelský čin: Edice Strukturalistická knihovna (nakladatelství Host)
- Litera za knihu pro děti a mládež: Viola Fischerová, Co vyprávěla dlouhá chvíle, ISBN 80-86283-37-2
- Litera za objev roku: Martin Šmaus, Děvčátko, rozdělej ohníček, ISBN 80-242-1483-0
- Litera za přínos české literatuře: Erika Abramsová za překlady Ladislava Klímy a Jana Patočky do francouzštiny a za edici Spisy Ladislava Klímy.
- Kanzelsberger cena čtenářů: Petr Sís, Tibet – Tajemství červené krabičky, ISBN 80-86803-03-1

### 2007
- Kniha roku: Petru Cimpoeşu: Simion Výtažník (Simion liftnicul; z rumunštiny přeložil Jiří Našinec), ISBN 80-86862-20-8
- Litera za prózu: Radka Denemarková: Peníze od Hitlera, ISBN 80-7294-185-2
- Litera za poezii: Stanislav Dvorský: Oblast ticha, ISBN 80-86937-16-X
- Litera za publicistiku: Petra Dvořáková: Proměněné sny, ISBN 80-7294-187-9
- Litera za naučnou literaturu: Jaroslav Flegr: Zamrzlá evoluce, ISBN 80-200-1453-5
- Litera za překladovou knihu: Petru Cimpoeşu: Simion Výtažník (Simion liftnicul; z rumunštiny přeložil Jiří Našinec), ISBN 80-86862-20-8
- Litera za nakladatelský čin: Edice Dějiny filosofie (nakladatelství ΟΙΚΟΥΜΕΝΗ)
- Litera za knihu pro děti a mládež: Iva Procházková: Myši patří do nebe, ISBN 80-00-01558-7
- Litera za objev roku: David Zábranský: Slabost pro každou jinou pláž, ISBN 80-7203-822-2
- Litera za přínos české literatuře: Vladimír Justl za spisy Vladimíra Holana a vedení divadla Viola
- Kanzelsberger cena čtenářů: Jaroslav Rudiš: Grandhotel, ISBN 80-85935-58-9

### 2008
- Kniha roku: Petr Nikl: Záhádky, ISBN 978-80-86283-57-9
- Litera za prózu: Lubomír Martínek: Olej do ohně, ISBN 978-80-7185-745-7
- Litera za poezii: Tašo Andjelkovski: Spálov, ISBN 978-80-7215-321-3
- Litera za publicistiku: Petr Placák: Fízl, ISBN 978-80-7215-323-7
- Litera za naučnou literaturu: Vratislav Vaníček: Soběslav I., ISBN 978-80-7185-831-7
- Litera za překladovou knihu: Petr Kučera za překlad knihy Orhana Pamuka Jmenuji se Červená z turečtiny, ISBN 978-80-7203-945-6
- Litera za nakladatelský čin: Nakladatelství Lidové noviny za soubor Korespondence Boženy Němcové
- Litera za knihu pro děti a mládež: Petr Nikl: Záhádky, ISBN 978-80-86283-57-9
- Litera za objev roku: Petr Kučera za překlad knihy Orhana Pamuka Jmenuji se Červená z turečtiny, ISBN 978-80-7203-945-6
- Litera za přínos české literatuře: Eckhard Thiele a Hans Dieter Zimmermann za edici Tschechische Bibliothek
- Kanzelsberger cena čtenářů: Petr Sís: Zeď aneb Jak jsem vyrůstal za železnou oponou, ISBN 978-80-86803-12-8

### 2009
- Kniha roku: Bohumila Grögerová: Rukopis, ISBN 978-80-86818-78-8
- Litera za prózu: Martin Ryšavý: Cesty na Sibiř, ISBN 978-80-87037-13-3
- Litera za poezii: Bohumila Grögerová: Rukopis, ISBN 978-80-86818-78-8
- Litera za publicistiku: Radka Denemarková: Smrt, nebudeš se báti aneb Příběh Petra Lébla, ISBN 978-80-7294-288-6
- Litera za naučnou literaturu: Josef Vojvodík: Povrch, skrytost, ambivalence, ISBN 978-80-257-0020-4
- Litera za překladovou knihu: Estera Sládková, Dana Gálová za překlad knihy Sándora Máraie Deníky, ISBN 978-80-200-1563-1
- Litera za nakladatelský čin: Nakladatelství Akropolis, Kvarta a Divadelní ústav za Spisy Františka Langera
- Litera za knihu pro děti a mládež: Pavel Šrut: Lichožrouti, ISBN 978-80-7185-932-1
- Litera za objev roku: Pavel Göbl: Tichý společník, ISBN 978-80-7272-151-1
- Litera za přínos české literatuře: Vladimír Forst, Jiří Opelík, Luboš Merhaut: Lexikon české literatury, nakladatelství Academia
- Kanzelsberger cena čtenářů: Jiří Šimon: Ukradený domov, ISBN 978-80-242-2351-3

### 2010
- Kniha roku: Petra Soukupová: Zmizet, ISBN 978-80-7294-317-3
- Litera za prózu: Ivan Matoušek: Oslava, ISBN 978-80-87037-17-1
- Litera za poezii: Viola Fischerová: Domek na vinici, ISBN 978-80-86603-88-9
- Litera za knihu pro děti a mládež: Iva Procházková: Nazí, ISBN 978-80-7185-979-6
- Litera za literaturu faktu: Ivan Klíma: Moje šílené století, ISBN 978-80-200-1697-3
- Litera za nakladatelský čin: Nakladatelství Prostor za Dílo Milady Součkové
- Litera za překladovou knihu: Richard Podaný za překlad knihy Davida Lodge Nejtišší trest, ISBN 978-80-204-1869-2
- Litera za objev roku: Jiří Hoppe: Opozice ’68. Sociální demokracie, KAN a K 231 v čase pražského jara, ISBN 978-80-7260-216-2
- Knižní klub cena čtenářů: Kateřina Tučková: Vyhnání Gerty Schnirch, ISBN 978-80-7294-315-9

### 2011
- Kniha roku: Jan Balabán: Zeptej se táty, ISBN 978-80-7294-379-1
- Litera za prózu: Martin Ryšavý: Vrač, ISBN 978-80-87037-29-4
- Litera za poezii: Josef Hrubý: Otylé ach, ISBN 978-80-87289-12-9
- Litera za knihu pro děti a mládež: Alžběta Skálová: Pampe a Šinka, ISBN 978-80-87164-46-4
- Litera za literaturu faktu: Vladimír Papoušek a kolektiv: Dějiny nové moderny, ISBN 978-80-200-1792-5
- Litera za nakladatelský čin: edice AAA, Argo
- Litera za překladovou knihu: Radka Denemarková za překlad knihy Herty Müllerové Rozhoupaný dech, ISBN 978-80-204-2193-7
- Litera pro objev roku: Markéta Baňková: Straka v říši entropie. Fyzikální bajky ze života, ISBN 978-80-87003-26-8
- Cena čtenářů: Hana Andronikova: Nebe nemá dno, ISBN 978-80-207-1337-7

### 2012
- Kniha roku: Michal Ajvaz: Lucemburská zahrada, ISBN 978-80-7227-312-6
- Litera za prózu: Marek Šindelka: Zůstaňte s námi, ISBN 978-80-207-1372-8
- Litera za poezii: Radek Fridrich: Krooa krooa, ISBN 978-80-7294-507-8
- Litera za knihu pro děti a mládež: Radek Malý: Listonoš vítr, ISBN 978-80-00-02697-8
- Litera za literaturu faktu: Martin Franc, Jiří Knapík: Průvodce kulturním děním a životním stylem v českých zemích 1948-1967, ISBN 978-80-200-2019-2
- Litera za nakladatelský čin: Alexandr Solženicyn: Souostroví Gulag, Academia, ISBN 978-80-200-1663-8
- Litera za překladovou knihu: Helena Beguivinová za překlad knihy Irène Némirovské Francouzská suita, ISBN 978-80-7432-134-4
- Litera pro objev roku: Štěpán Hulík: Kinematografie zapomnění, ISBN 978-80-200-2041-3
- Cena čtenářů: Zdeněk Svěrák: Nové povídky, ISBN 978-80-253-1233-9

### 2013
- Kniha roku: Jiří Hájíček: Rybí krev, ISBN 978-80-7294-639-6
- Litera za prózu: Zuzana Brabcová: Stropy, ISBN 978-80-7227-326-3
- Litera za poezii: Jakub Řehák: Past na Brigitu, ISBN 978-80-87429-37-2
- Litera za knihu pro děti a mládež: Pavel Čech: Velké dobrodružství Pepíka Střechy, ISBN 978-80-87595-12-1
- Litera za literaturu faktu: Jiří Křesťan: Zdeněk Nejedlý, ISBN 978-80-7469-006-8
- Litera za nakladatelský čin: Ivan Wernisch: Živ jsem byl!, Druhé město
- Litera za překladovou knihu: Věra Koubová za překlad knihy Richarda Pietraße Z lemu snu, ISBN 978-80-87037-48-5
- Litera pro objev roku: Jaroslav Žváček: Lístek na cestu z pekla, ISBN 978-80-7432-250-1
- Cena čtenářů: Kateřina Tučková: Žítkovské bohyně, ISBN 978-80-7294-528-3

### 2014
- Kniha roku: Jiří Padevět: Průvodce protektorátní Prahou, ISBN 978-80-200-2256-1
- Litera za prózu: Emil Hakl: Skutečná událost, ISBN 978-80-257-0788-3
- Litera za poezii: Kateřina Rudčenková: Chůze po dunách, ISBN 978-80-87429-51-8
- Litera za knihu pro děti: Ondřej Buddeus, David Böhm: Hlava v hlavě, ISBN 978-80-86803-24-1
- Litera za literaturu faktu: Jiří Padevět: Průvodce protektorátní Prahou, ISBN 978-80-200-2256-1
- Litera za nakladatelský čin: Velké dějiny zemí Koruny české, Paseka
- Litera za překladovou knihu: Robert Svoboda za překlad knihy Pétera Esterházyho Harmonia caelestis, ISBN 978-80-200-2265-3
- DILIA Litera pro objev roku: Jan Trachta: Tichý dech, ISBN 978-80-7432-324-9
- Cena čtenářů: Zdeněk Svěrák: Po strništi bos, ISBN 978-80-253-1820-1

### 2015
- Kniha roku: Martin Reiner: Básník. Román o Ivanu Blatném
- Litera za prózu: Petr Stančík: Mlýn na mumie
- Litera za poezii: Olga Stehlíková: Týdny
- Litera za knihu pro děti: Ondřej Horák, Jiří Franta: Proč obrazy nepotřebují názvy
- Litera za literaturu faktu: Zdeněk Hojda a kol.: Heřman Jakub Černín na cestě za Alpy a Pyreneje
- Litera za nakladatelský čin: Eva Semotanová, Jiří Cajthaml a kol.: Akademický atlas českých dějin
- Litera za překladovou knihu: Shel Silverstein: Jen jestli si nevymejšlíš (z angličtiny přeložili Lukáš Novák, Stanislav Rubáš a Zuzana Šťastná)
- DILIA Litera pro objev roku: Matěj Hořava: Pálenka
- Blog roku: Marie Doležalová: Kafe a cigárko

### 2016
- Kniha roku: Daniela Hodrová: Točité věty
- Litera za prózu: Anna Bolavá – Do tmy
- Litera za poezii: Ladislav Zedník – Město jeden kámen
- Litera za knihu pro děti: Robin Král – Vynálezárium
- Litera za literaturu faktu: Milena Lenderová, Martina Halířová, Tomáš Jiránek – Vše pro dítě! Válečné dětství 1914-1918
- Litera za nakladatelský čin: Barbora Baronová, Dita Pepe – Intimita
- Litera za překladovou knihu: Joanna Batorová – Pískový vrch (z polštiny přeložila Iveta Mikešová)
- DILIA Litera pro objev roku: Blanka Jedličková – Ženy na rozcestí
- Cena čtenářů: Aňa Geislerová: P. S.

### 2017
- Kniha roku: Bianca Bellová – Jezero
- Litera za prózu: Marek Šindelka – Únava materiálu
- Litera za poezii: Milan Ohnisko – Světlo v ráně
- Litera za knihu pro děti a mládež: Tomáš Končinský, Barbora Klárová – Překlep a Škraloup
- Litera za literaturu faktu: Petr Roubal – Československé spartakiády
- Litera za nakladatelský čin: Adam Chroust – Miloslav Stingl. Biografie cestovatelské legendy
- Litera za překladovou knihu: Sara Baume – Jasno lepo podstín zhyna (z angličtiny přeložila Alice Hyrmanová McElveen)
- Litera za publicistiku: Kateřina Šedá a další – Brnox
- DILIA Litera pro objev roku: Ondřej Nezbeda – Průvodce smrtelníka
- Blog roku: KKRD Boys – Brblanina
- Kosmas Cena čtenářů: Markéta Zahradníková, Zbigniew Czendlik – Postel hospoda kostel

### 2018
- Kniha roku: Erik Tabery: Opuštěná společnost
- Litera za prózu: Josef Pánek: Láska v době globálních klimatických změn
- Litera za poezii: Milan Děžinský: Obcházení ostrova
- Litera za knihu pro děti a mládež: František Tichý: Transport za věčnost
- Litera za literaturu faktu: Lucie Skřivánková, Rostislav Švácha a kol: Paneláci 1, 2
- Litera za nakladatelský čin: Marta Vaculínová (ed.), Pavel Brodský (ed.): Liber viaticus Jana ze Středy
- Litera za překladovou knihu: Máirtín Ó Cadhain: Hřbitovní hlína (z irštiny přeložil Radvan Markus)
- Litera za publicistiku: Patrik Ouředník: Antialkorán aneb nejasný svět T. H.
- DILIA Litera pro objev roku: Marek Švehla: Magor a jeho doba
- Blog roku: Felix Culpa: Tisíckráte
- Kosmas Cena čtenářů: Ota Kars: Jmenuju se Tomáš

### 2019
- Kniha roku: Radka Denemarková: Hodiny z olova
- Litera za prózu: Pavla Horáková: Teorie podivnosti
- Litera za poezii: Ivan Wernisch: Pernambuco
- Litera za knihu pro děti a mládež: Vendula Borůvková: 1918 aneb Jak jsem dal gól přes celé Československo
- Litera za naučnou literaturu: Jan Votýpka: O parazitech a lidech
- Litera za nakladatelský čin: Spisy Bohumila Hrabala 1–7 (Mladá fronta)
- Litera za překladovou knihu: Morten A. Strøksnes: Kniha o moři: Umění lovit ve čtyřech ročních obdobích na otevřeném moři z gumového člunu žraloka grónského (přeložila Jarka Vrbová)
- Litera za publicistiku: Jacques Rupnik: Střední Evropa je jako pták s očima vzadu
- DILIA Litera pro objev roku: Anna Cima: Probudím se na Šibuji
- Blog roku: Michaela Dufková: Zápisník alkoholičky
- Kosmas Cena čtenářů: Jakub Szántó: Za oponou války: Zpravodajem nejen na Blízkém východě

### 2020
- Kniha roku: Petr Čornej: Jan Žižka: Život a doba husitského válečníka
- Litera za prózu: Jiří Kratochvil: Liška v dámu
- Litera za poezii: Ewald Murrer: Noční četba
- Litera za knihu pro děti a mládež: David Böhm: A jako Antarktida
- Litera za naučnou literaturu: Petr Čornej: Jan Žižka: Život a doba husitského válečníka
- Litera za nakladatelský čin: Jan Amos Komenský: Labyrint světa a ráj srdce (Práh)
- Litera za překladovou knihu: Edward St Aubyn: Patrick Melrose I (přeložil Ladislav Nagy)
- Litera za publicistiku: Aleš Palán: Jako v nebi, jenže jinak
- DILIA Litera pro objev roku: Vratislav Kadlec: Hranice lesa
- Blog roku: Jiří Švihálek: Pacholek.com
- Kosmas Cena čtenářů: Filip Rožek: Gump: Pes, který naučil lidi žít

### 2021
- Kniha roku: Martin Hilský: Shakespearova Anglie
- Litera za prózu: Daniel Hradecký: Tři kapitoly: Dumdum – Výlety s otcem – Vikštejn
- Litera za poezii: Pavel Novotný: Zápisky z garsonky
- Litera za knihu pro děti a mládež: Bogdan Trojak: Safíroví ledňáčci a Glutaman
- Litera za naučnou literaturu: Jaroslav Petr: Desatero smyslů. Jak lidé a zvířata vnímají okolní svět
- Litera za nakladatelský čin: Edice Česká poezie a Česká próza (Fra)
- Litera za překladovou knihu: Francisco Delicado: Portrét pěkné Andalusanky (přeložil Jiří Holub)
- Litera za publicistiku: Nina Špitálníková: Svědectví o životě v KLDR
- Litera za debut roku: Lenka Elbe: Uranova
- Blog roku: Miroslav Komínek: Městská policie Přerov (Facebooková stránka)
- Kosmas Cena čtenářů: Václav Dvořák: Já, Finis

### 2022
- Kniha roku: Pavel Klusák: Gott: Československý příběh
- Litera za prózu: Stanislav Biler: Destrukce
- Litera za poezii: Vladimír Mikeš: Odkud to přichází?
- Litera za knihu pro děti a mládež: Marka Míková: Kabát a kabelka
- Litera za naučnou literaturu: Jan Žďárek: Ohroženi hmyzem?
- Litera za nakladatelský čin: Lucie Doležalová, Karel Pacovský a kol.: Lipnická bible: Štít víry v neklidných časech pozdního středověku (Spolek Za záchranu rodného domu Jana Zrzavého)
- Litera za překladovou knihu: Jacek Dukaj: Led (přeložili Michael Alexa a Michala Benešová)
- Litera za publicistiku: Pavel Klusák: Gott: Československý příběh
- Litera za debut roku: Tereza Dobiášová: Tajemství. Neskutečný příběh Anežky České
- Magnesia Blog roku: Kateřina Panou: Řecké štěstí (Facebooková stránka)
- Kosmas Cena čtenářů: Pavel Tomeš: Až na ten konec dobrý

### 2023
- Kniha roku: Miloš Doležal: Jana bude brzy sbírat lipový květ
- Litera za prózu: Viktor Špaček: Čistý, skromný život
- Litera za poezii: Petr Hruška: Spatřil jsem svou tvář
- Litera za knihu pro děti a mládež: Jana Šrámková: Fánek hvězdoplavec
- Litera za naučnou literaturu: Vladimír Papoušek a kol.: Chór a disonance. Česká literatura 1947 – 1963
- Litera za nakladatelský čin: Jan Zábrana: Dílo (Torst)
- Litera za překladovou knihu: Douglas Stuart: Shuggie Bain (přeložila Lenka Sobotová)
- Litera za publicistiku: Martin Rychlík: Dějiny lidí. Pestrost lidstva v 73 kapitolách
- Litera za debut roku: Patrik Banga: Skutečná cesta ven
- Litera za fantastiku: Vilma Kadlečková: Mycelium VIII – Program apokalypsy
- Litera za detektivku: František Šmehlík: Šelma
- Litera za humoristickou knihu: Lela Geislerová, Martin Mach Ondřej: Zen žen. Jednou se tomu zasmějem
- Cena Magnesia za přínos knižní kultuře: Adolf Knoll
- Kosmas Cena čtenářů: Václav Dvořák: Písečníci a probuzení krále

### 2024
- Kniha roku: Alena Machoninová: Hella
- Litera za prózu: Marek Torčík: Rozložíš paměť
- Litera za poezii: Tereza Bínová: Červený obr
- Litera za knihu pro děti a mládež: Jiří Dvořák, Daniela Olejníková: Myko
- Litera za naučnou literaturu: Stanislav Březina, Sylvie Pecháčková, Hana Skálová, František Krahulec: Louky
- Litera za nakladatelský čin: Dílo Karla Šiktance (Karolinum)
- Litera za publicistiku: Tereza Matějčková: Bůh je mrtev. Nic není dovoleno
- Litera za debut roku: Eli Beneš: Nepatrná ztráta osamělosti
- Litera za překladovou knihu: László Szilasi: Třetí most (přeložila Marta Pató)
- Litera za fantastiku: Jan A. Kozák: Sága o Lundirovi
- Litera za detektivku: Jana Jašová: Krutý měsíc
- Litera za humoristickou knihu: Lucie Macháčková: Svatební historky anebo Jak jsem se nevdala
- Cena čtenářů: Martin Moravec: Marek Dvořák: Mezi nebem a pacientem
- Cena za přínos knižní kultuře: Tomáš T. Kůs a platforma Slampoetry.cz

### 2025
- Kniha roku: Miroslav Hlaučo: Letnice
- Luxor Litera za prózu: Jan Antonín Pitínský: Domácí potřeby
- Litera za poezii: Tomáš Tomášek: Ahava
- Litera za knihu pro děti a mládež: Bára Dočkalová: Kost (ilustrace Zdenka Holub Převrátilová)
- NF IOCB Tech Litera za naučnou literaturu: Alena Hadravová: Řecké mýty v literární a výtvarné tradici
- ČRo Plus Litera za publicistiku: Šárka Homfray, Lucie Václavková: Pay Gap: Kratší konec provazu
- Litera za nakladatelský čin: Zuzana Meisnerová Wismer, Lukáš Bártl, Robert Krumphanzl a kol.: System Langhans I. a II. (Spolek PRO Langhans)
- Litera za překladovou knihu: Maria Turtschaninoffová: Usedlost (ze švédštiny přeložila Marie Voslářová)
- DILIA Litera za debut roku: Miroslav Hlaučo: Letnice
- Litera za detektivku: Ilona Dobrovolná: Panoptikum pana Perkinse
- Litera za fantastiku: Jakub Hussar: X-Tal
- Litera za humoristickou knihu: Albrecht Smuten: Kapitán Chemo
- Cena Magnesia za přínos knižní kultuře: Dana Kalinová, Jan Kanzelsberger a Ivo Železný za založení a vedení knižního veletrhu a festivalu Svět knihy
- Kosmas Cena čtenářů: Tomáš Šebek: Objektivní nález – Moje nejtěžší mise